# 国民政治協会
一般財団法人国民政治協会（こくみんせいじきょうかい）は、自由民主党への政治献金を取りまとめる一般財団法人。現在の会長はレゾナック・ホールディングス（旧・昭和電工）最高顧問の大橋光夫。

## 沿革
1961年1月、自由民主党の党大会で池田勇人総裁が、立党以来の懸案である党近代化問題に取り組む決意を表明。自民党の政治献金の取りまとめにあたってきた経済再建懇談会と自由国民連合に所属する財界人と自民党の癒着に対する批判が高まったことを受けて、解散させた上で国民各層からの政治献金受け入れを目指す団体として1961年7月15日に国民協会の名称で設立させた。立ち上げは池田の腹心で、当時の自民党資金局長でもあった前尾繁三郎が行った。このため同協会のシステムはそっくり宏池会のシステムを真似た。初代会長には長谷川如是閑に要請したが引き受けてもらえず、岩田宙造に要請した。
毎月1億5千万円以上の寄付と全国都道府県への地方支部設置を当初の目標として掲げ、1964年に沖縄県を除く全都道府県に支部を設置した。個人会員を5万人以上獲得したものの、実際には資金力に勝る法人会員による政治献金が圧倒的であった。
1974年の第10回参議院議員通常選挙における金権選挙批判、続くロッキード事件を受けて、同会を支えてきた経団連会長（当時）の土光敏夫が関係破棄を宣言。続いてオイルショックによる電気料金の値上げにもかかわらず政治献金を続ける電力会社に対する消費者の反対運動（「1円不払運動」）が発生して財界側も動揺した。三木武夫の総裁就任後に党側から体制の刷新を求められたことを受け、前田義徳を会長に迎えた上で1975年4月26日をもって国民政治協会と改称。
政治資金規正法改正により1976年1月1日から自民党の政治資金団体に指定。1977年には党友組織「自由社会を守る国民会議」（自由国民会議）が発足し、個人会員獲得をめぐって摩擦が生じた。
近年はおおむね年間17億円前後の献金（法人・団体献金が約16億円、個人献金が約1億円）を集め、そのうち約12億円を自民党本部に寄付している。

## 献金

### 方法・特典
個人献金は1回1000円以上から、法人・団体献金は1回1万円以上から受け付けている。いずれも政治資金規正法に基づき属性や上限額に規制が設けられている。現在は前年と前々年の2年連続で1万円以上の額を寄付した個人会員及び法人会員の代表者に自由民主党総裁選挙の投票権が付与されている。

### 献金額
政治資金収支報告書によると、2010年から2012年までの3年間の献金額および自民党本部への寄付金額は以下の通りである、
| 年                     | 年                     | 2012年        | 2011年        | 2010年        |
| ---------------------- | ---------------------- | ------------- | ------------- | ------------- |
| 献金総額               | 献金総額               | 1,739,435,499 | 1,613,671,703 | 1,706,373,530 |
| 内訳                   | 法人その他の団体       | 1,371,716,200 | 1,320,429,811 | 1,380,553,700 |
| 内訳                   | 政治団体               | 247,079,506   | 167,816,518   | 163,841,990   |
| 内訳                   | 個人                   | 120,639,793   | 125,425,374   | 161,977,840   |
| 自民党本部への寄付金額 | 自民党本部への寄付金額 | 1,250,000,000 | 1,150,000,000 | 1,220,000,000 |

残額は国民政治協会としての活動費や経費（人件費等）などに充てられている。

### 法人・団体献金
政治資金収支報告書によると、2010年から2012年までの3年間に総額1000万円以上の献金を行った法人は81法人である。
また2010年から2012年までの3年間に総額1000万円以上の献金を行った業界団体・政治連盟その他の団体は19団体である。なお沿革の項で触れたように自由社会を守る国民会議は自民党の党友組織であり、その収入源は党友が負担する年1万円の会費（年間約1億円）と自民党本部からの寄付（年間約4000万円）である。

## 歴代会長
| 財団法人国民政治協会会長 | 財団法人国民政治協会会長 | 財団法人国民政治協会会長                        | 財団法人国民政治協会会長       |
| 代数                     | 氏名                     | 在任期間                                        | 主な職歴                       |
| ------------------------ | ------------------------ | ----------------------------------------------- | ------------------------------ |
| 1                        | 岩田宙造                 | 昭和36年（1961年）7月 - 昭和41年（1966年）2月   | 〔職〕元司法大臣               |
| 2                        | 村田五郎                 | 昭和41年（1966年）7月 - 昭和50年（1975年）2月   | 〔職〕元情報局次長             |
| 3                        | 前田義徳                 | 昭和50年（1975年）2月 - 昭和50年（1975年）8月   | 〔職〕元NHK会長                |
| 4                        | 江口見登留               | 昭和51年（1976年）2月 - 昭和55年（1980年）12月  | 〔職〕元警視総監               |
| 5                        | 松本重雄                 | 昭和55年（1980年）12月 - 平成4年（1992年）10月  | 〔職〕元日本銀行理事           |
| 6                        | 神谷健一                 | 平成4年（1992年）10月 - 平成16年（2004年）10月  | 〔職〕元三井銀行社長           |
| 7                        | 稲葉興作                 | 平成17年（2005年）1月 - 平成18年（2006年）11月  | 〔職〕元日本商工会議所会頭     |
| 8                        | 根本二郎                 | 平成19年（2007年）1月 - 平成20年（2008年）10月  | 〔職〕元日本経営者団体連盟会長 |
| 9                        | 山口信夫                 | 平成20年（2008年）10月 - 平成21年（2009年）10月 | 〔職〕元日本商工会議所会頭     |
| 10                       | 塩川正十郎               | 平成21年（2009年）12月 - 平成27年（2015年）9月  | 〔職〕元財務相                 |
| 11                       | 大橋光夫                 | 平成27年（2015年）11月 - 現在                   | 〔職〕昭和電工最高顧問         |